# Амеро
Північноамериканська об'єднана валюта, також часто вживана назва амеро — пропонована валюта Північноамериканського Союзу (США, Канада і Мексика), яка повинна змінити долар США, канадський долар і мексиканський песо. Концепція Північноамериканського Союзу і амеро аналогічна Європейському Союзу і євро.

## Основа і походження
Ідея створення єдиної валюти для трьох найбільших країн Північної Америки — США, Канади та Мексики була запропонована у 1999 році канадським економістом Гербом Ґрабелом. Невдовзі, у вересні 1999 року він написав і видав книжку The Case for the Amero (Аргументи на користь амеро). Того ж року євро перестало бути віртуальною валютою. Інший аналітичний центр інститут Гов також підтримав думку про створення спільної для Північноамериканського Союзу валюти.
Після того як заяви були оприлюднені, центрово-ліві націоналістичні сили Канади висловили свою строгу опозицію до можливого введення будь-якої «союзної» валюти, оскільки вбачали в ній зазіхання американських бізнесменів на канадські обширні природні ресурси і можливості розорення соціальної сфери. 100 тисяч членів Канадської Ради одним із центральних питань їхньої діяльності заявили, що стануть на заваді введенню єдиної валюти.
Ідея вилилась у спільну валюту долара США, мексиканського песо і канадського долара або доларизації Канади та Мексики.

## Підтримка

### Канада
Одним із аргументів у підтримку амеро є те, що його введення могло б заощадити 3 мільярди через валютні угоди. Ті ж автори вважають, що валовий внутрішній продукт Канади може підвищитися до 33 % протягом 30 років.
Ідею амеро більше підтримали у Квебеку, ніж у решті Канади: там під час голосування у 2001 році близько 50% респондентів висловилися у підтримку спільної валюти.

### Мексика
Можливість спільного валютного простору для Мексики, Канади і США також обговорюється в Мексиці. Екс-президент Мексики Вісент Фокс висловив надію на те, що введення амеро прискорить процес інтеграції трьох країн Північноамериканського Союзу.